# Langquaid
Langquaid – gmina targowa w Niemczech, w kraju związkowym Bawaria, w rejencji Dolna Bawaria, w regionie Ratyzbona, w powiecie Kelheim, siedziba wspólnoty administracyjnej Langquaid. Leży około 15 km na południowy wschód od Kelheim, nad rzeką Große Laber, przy linii kolejowej Langquaid – Ratyzbona.